# Oscar Calixto
Oscar Calixto, (Maceió, 08 de outubro de 1979), é um ator, diretor, escritor e roteirista brasileiro internacionalmente premiado.
Conhecido no Brasil por sua atuação como o vilão Carlos Barbosa da telenovela Rock Story (TV Globo), alcançou a simpatia do público internacional por sua atuação na série de streaming "Brasil Imperial" e no filme "Pra onde Levam as Ondas", que acabou lhe rendendo prêmios de melhor ator.

## Carreira
Premiado em 2021 no Vesuvius International Film Festival (Itália) e no Festival Internacional de Cinema em Balneário Camboriú por seu personagem no longa-metragem "Pra Onde Levam as Ondas", dirigido por Dan Albuk, Oscar Calixto coleciona ainda outros prêmios nacionais e internacionais por seus trabalhos.
Iniciou sua carreira profissional em Minas Gerais. Em 2001 obteve destaque ao receber o prêmio de melhor ator com o espetáculo “Morte e Vida Severina” de João Cabral de Melo Neto, sob a direção do diretor italiano Antonini Bortello.
Em 2007 se destacou no "Concurso Internacional de Poesia José Lins do Rego", promovido pela Fundação Yaohushuaolyem. Concorrendo com 25 países e com cerca de 6.663 outras  poesias, foi classificado entre os 10 primeiros colocados, recebendo, pelo feito, o título de "Cavaleiro Dragão".
Formado pela Casa das Artes de Laranjeiras (CAL), segue  atuante também nos campos da dramaturgia e direção teatral. Como diretor, foi responsável pela montagem de diversos espetáculos teatrais. No cinema, integrou o elenco de algumas produções internacionais, entre elas, “Proyecto 150” – Uma produção Argentina do Diretor Frandu Almeida e “Poliamore” – Produção México / Brasil / Argentina do Diretor Mexicano Rodrigo Rueda.
Em 2010 foi responsável pela montagem do espetáculo “Anjos, Uma Espécie de Razão Não Comentada” unindo teatro, artes plásticas e literatura, numa integração cultural entre o Brasil e a Argentina, junto a Cia Boca em Cena. Em 2021 o espetáculo ganhou uma remontagem numa versão online que mesclava linguagem teatral com a audiovisual, feita para 02 atores em pleno período pandêmico.
Ainda em 2010 protagonizou o espetáculo "A História do Soldado" (Histoire du soldat), de Ígor Stravinsky e Ramuz, com músicas executadas ao vivo pela Cia Bachiana Brasileira, com Direção de Luiz Duarte e regência do Maestro Ricardo Rocha. No mesmo ano, também integrou o elenco do longa metragem “O Abajour” com direção de Marcoz Gomez.
Em novembro de 2011 tornou-se membro da Academia Palmeirense de Letras, Ciências e Artes
Em 2020 estreou como protagonista da série "Brasil Imperial", dirigida por Alexandre Machafer, fazendo par romântico com a atriz Jessica Córes.

## Vida pessoal
Seu avô materno, Mathias Lins Filho, também era escritor.
Seus pais firmaram moradia por um período mais largo de tempo em Palmeira dos Índios, onde Oscar cresceu e se desenvolveu até sua pré-adolescência.
Anos mais tarde, já no Rio de Janeiro, Oscar se profissionaliza na Casa das Artes de Laranjeiras, onde estuda com diversos nomes importantes da cena brasileira, dando sequência à carreira artística previamente iniciada.

## Filmografia

### Televisão
| Ano  | Título             | Personagem            |
| ---- | ------------------ | --------------------- |
| 2007 | Luz do Sol         | Pedro                 |
| 2011 | Criança Esperança  | Participação especial |
| 2014 | Milagres de Jesus  | Zev                   |
| 2014 | Amor Veríssimo     | Jorge                 |
| 2014 | Acerto de Contas   | Renan                 |
| 2016 | Os Dez Mandamentos | Orsocom               |
| 2017 | Rock Story         | Carlos Barbosa        |
| 2017 | Tempo de Amar      | José                  |
| 2019 | A Divisão          | Wagner Cordeiro       |
| 2020 | Brasil Imperial    | Arrebita              |
| 2021 | Dom                | Psicólogo             |
| 2022 | Reis (telenovela)  | Participação especial |

### Cinema
| Ano  | Título                       | Personagem       |
| ---- | ---------------------------- | ---------------- |
| 2002 | Bem-te-vi                    | Hernandez        |
| 2003 | A Fuga                       | Leandro          |
| 2004 | Shallon                      | Bruno            |
| 2004 | A Casa da Praia              | Beto             |
| 2005 | Poliamore                    | Edu              |
| 2005 | Cão de Guarda                | Camargo          |
| 2005 | O Autor de um Crime Perfeito | Charles Dieckens |
| 2006 | Pulp Mephris                 | Eduardo          |
| 2006 | Proyecto150                  | Ator             |
| 2007 | Legal                        | Eduardo          |
| 2008 | Noite Quente                 | Carlos           |
| 2008 | Turvos Caminhos              | Nick             |
| 2008 | O Abajour                    | Cardoso          |
| 2009 | O Brilho                     | Fanico           |
| 2009 | O Concurso                   | Grace            |
| 2011 | Apelo                        | Preparador       |
| 2012 | Adorável Tormento            | Tom              |
| 2016 | Ricos de Amor                | Zé               |
| 2019 | Pra onde Levam as Ondas      | Pablo            |

## Teatro
| Ano       | Peça                                        | Personagem                |
| --------- | ------------------------------------------- | ------------------------- |
| 2001      | Botanágua                                   | Tavinho                   |
| 2001      | generosa@fada.com                           | Marrom                    |
| 2001      | A Paz (peça)                                | Cleon                     |
| 2002      | A Escada                                    | Vários                    |
| 2002      | Morte e Vida Severina                       | Severino                  |
| 2002      | Memórias do Caos Humano                     | Como Diretor e Dramaturgo |
| 2002      | Atlântida Cinematográfica                   | Vários                    |
| 2003      | Ralé                                        | Aliosha                   |
| 2003      | Flaubert                                    | Como Diretor              |
| 2003      | Desgosto de Filha                           | Como Diretor e Dramaturgo |
| 2003      | Barrela                                     | Garoto                    |
| 2004      | A exceção e a regra                         | Karl Langman              |
| 2004      | Briga de Negro e de Cão''                   | Como Diretor              |
| 2005      | Ophelia by Hamlet                           | Rosencrantz               |
| 2005      | Soberba                                     | Como Diretor e Dramaturgo |
| 2005      | À dois passos da ilusão                     | Marinheiro                |
| 2006      | Enclausurados                               | Como Diretor e Dramaturgo |
| 2006      | Assintomáticos                              | Como Diretor e Dramaturgo |
| 2007      | Roberto Zucco                               | Como Diretor              |
| 2008      | A volta da asa branca                       | Como Diretor e Dramaturgo |
| 2008      | Scanner                                     | Vários                    |
| 2009      | A História do Soldado                       | Soldado                   |
| 2009      | Anjos, uma espécie de razão não comentadada | Como Diretor e Dramaturgo |
| 2012      | Palavra de Mulher                           | Como Diretor e Dramaturgo |
| 2013      | Neuróticos                                  | Como Diretor e Dramaturgo |
| 2013-2018 | Aos Pombos ou à Síndrome dos Gatos          | Genésio                   |
| 2021      | Anjos                                       | Como Diretor e Dramaturgo |
| 2022      | Realpolitik                                 | Rafael                    |

## Obras
- Irmãs e Filhas (2021) [nota 1]
- Anjos (2019) [nota 2]
- Macacos e Sombras (2018) [nota 3]
- O Corpo Marcado de Giz - Romance (2014)[4]
- Sobre Homens e Abismos (2010)[3]
- Uma Noite em Aspen (2010) [nota 4]
- Palavra de Mulher (2010) [nota 5]
- Limítrofe (2009) [nota 6]
- Pétalas (2007) [nota 7]

## Prêmios e indicações

### Cinema
| Ano  | Premiação                                                           | Categoria   | Trabalhado nomeado                       | Resultado | Ref          |
| ---- | ------------------------------------------------------------------- | ----------- | ---------------------------------------- | --------- | ------------ |
| 2021 | Vesuvius International Film Festival                                | Melhor Ator | Pra Onde Levam as Ondas (longa-metragem) | Venceu    | [ 7 ] [ 10 ] |
| 2021 | 11.º FICBC - Festival Internacional de Cinema em Balneário Camboriú | Melhor Ator | Pra Onde Levam as Ondas (longa-metragem) | Venceu    | [ 7 ] [ 11 ] |

### Literatura
| Ano  | Premiação                                                          | Categoria        | Trabalhado nomeado           | Resultado | Ref              |
| ---- | ------------------------------------------------------------------ | ---------------- | ---------------------------- | --------- | ---------------- |
| 2006 | XIX Concurso Internacional de Literatura de Outono das Edições AG. | Contos           | O Autor de um Crime Perfeito | Venceu    | [ 27 ] [ 12 ]    |
| 2007 | Concurso Literário "José Lins do Rego"                             | Cavaleiro Dragão | Pétalas                      | Venceu    | [ 9 ]            |
| 2007 | XVIII Concurso Nacional de Poesia "ACAD. FLORESTAN JAPIASSU MAIA"  | Poesia           | Entre as Notas do Piano      | Indicado  | [ 9 ] [ nota 8 ] |